# Bundesverband der Eltern, Freunde und Angehörigen von Homosexuellen

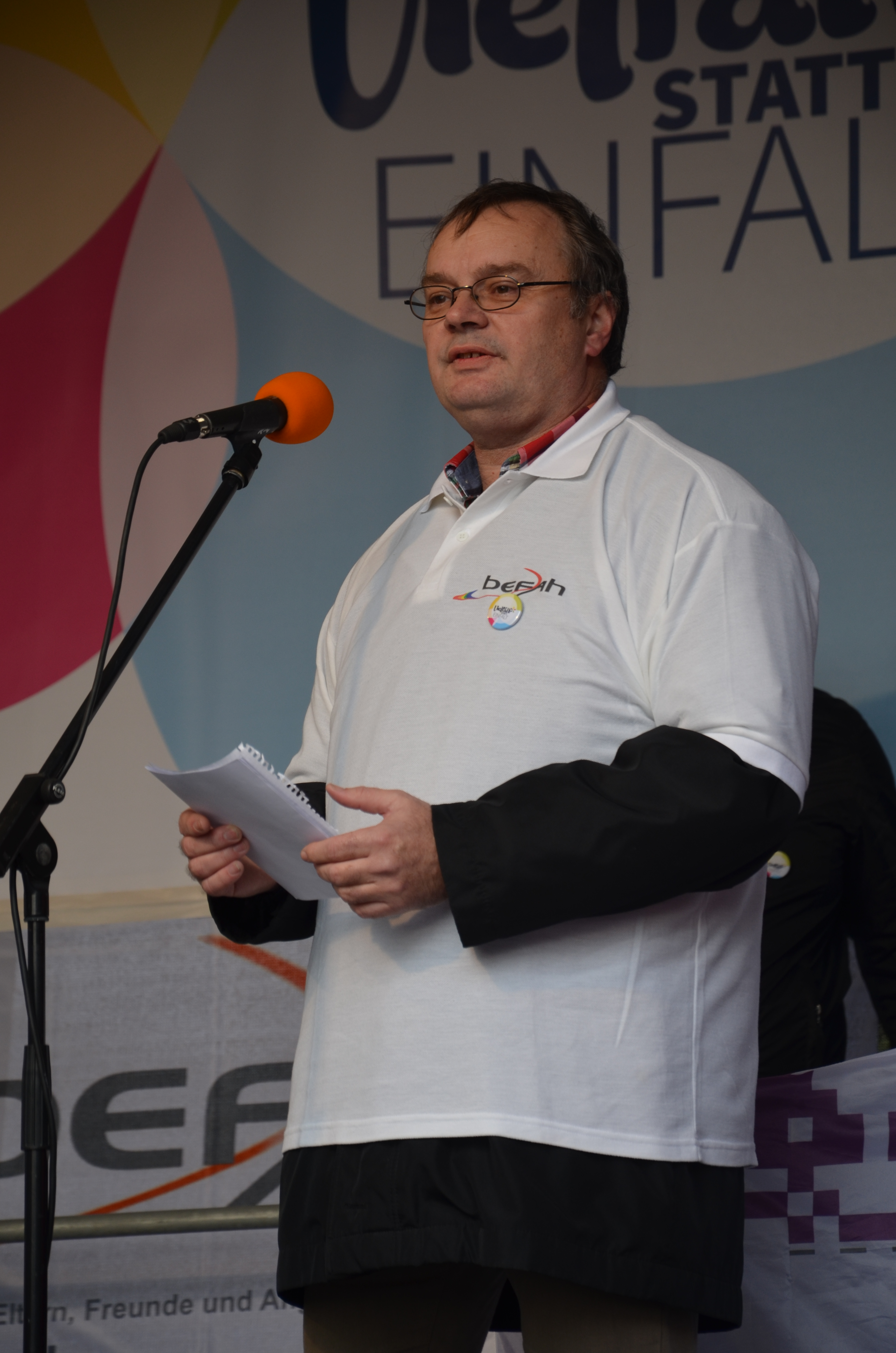
Ulrich Klicker, damaliger Vorsitzender des Vereins, hier am Mikrofon des Aktionsbündnisses Vielfalt statt Einfalt am 22. November 2014 in Hannover als Gegendemonstration der Demo für Alle

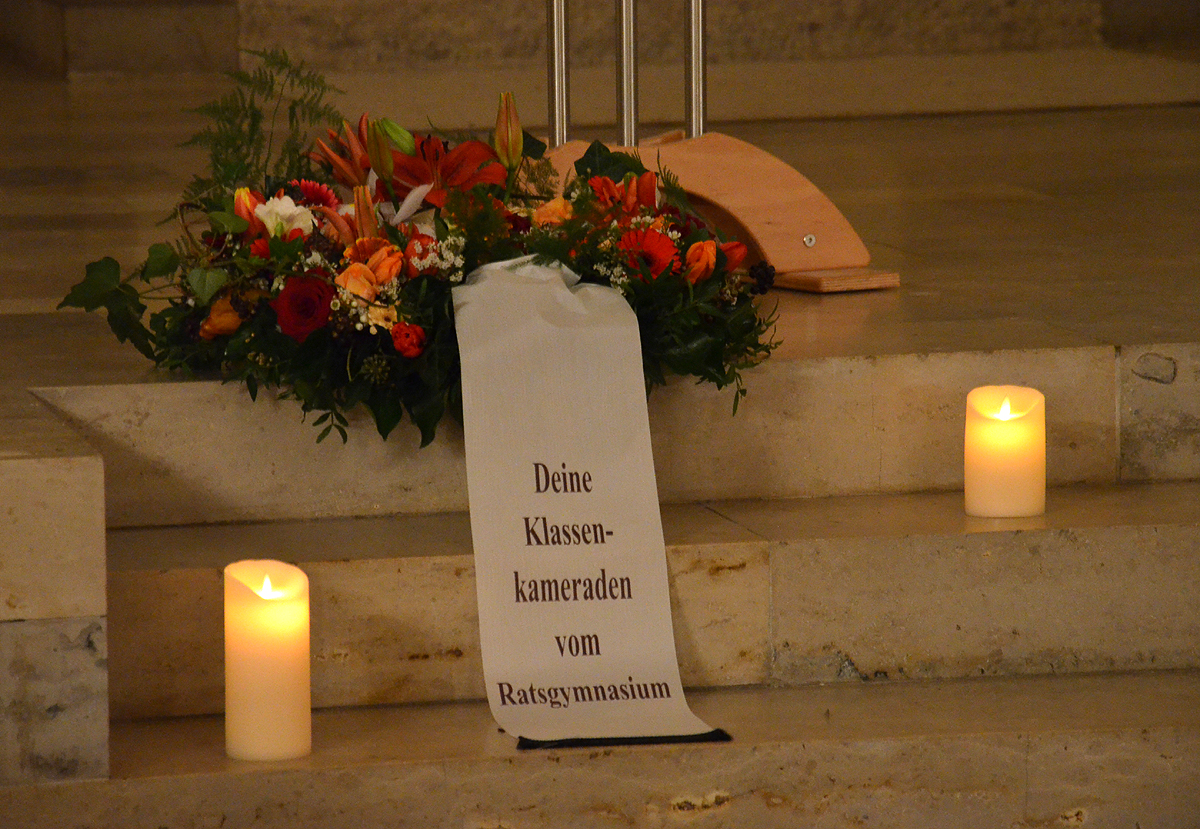
Der 2014 verstorbene Bernd König war ebenfalls Mitglied der BEFAH, seine „Klassenkameraden vom Ratsgymnasium“ stifteten ihm in der Kreuzkirche von Hannover diesen Trauerkranz

Der Bundesverband der Eltern, Freunde und Angehörigen von Homosexuellen e. V. (kurz: Befah) wurde 1997 als Zusammenschluss mehrerer Selbsthilfegruppen von Eltern homosexueller Kinder gegründet. Der Verein wurde zum 31. Mai 2016 aufgelöst.
Zentrales Ziel ist es sich über eigene Erfahrungen auszutauschen, um sich so beratend zur Seite zu stehen. Weiteres Ziel ist es durch Öffentlichkeitsarbeit für mehr Toleranz ihrer schwulen Söhne und lesbischen Töchter zu erwirken. Politisch wollten die Gruppen die Gleichstellung von homosexuellen Paaren vor dem Gesetz erreichen, zentrale Forderung ist hier auch das Adoptionsrecht Homosexueller. Einige Gruppen nahmen daher auch am Christopher Street Day teil.
Die erste Selbsthilfegruppe wurde 1982 gegründet. Zuletzt gibt es 15 aktive Elterngruppen in Deutschland. Familienministerin Kristina Schröder übernimmt seit 2011 die Schirmherrschaft des alle zwei Jahre stattfinden Bundeselterntreffen und hielt 2013 dort auch eine Rede. Befah ist Mitglied im Lesben- und Schwulenverband in Deutschland (LSVD), der Ökumenischen Gemeinschaft Homosexuelle, der Homosexuellen Selbsthilfe (HS), dem Zukunftsforum Familie und der Organisation European Families of Lesbians and Gays (EuroFLAG). Einige Selbsthilfegruppen werden durch die Kontakt- und Informationsstelle für Selbsthilfegruppen (KISS) gefördert.
Weltweit gibt es viele solcher Verbände. Bekannt ist vor allem die Organisation Parents, Families and Friends of Lesbians and Gays (PFLAG) aus den USA, die auch in dem Film Prayers for Bobby dargestellt wird.